# Une patience d'ange
Une patience d'ange (titre original : In Pursuit of the Proper Sinner) est le dixième roman policier d'Elizabeth George publié en 1999 puis en français aux Presses de la Cité la même année.
Dans le Derbyshire, courant septembre, une jeune femme et un jeune homme sont découverts assassinés en pleine campagne. L'enquête est confiée à l'inspecteur-principal Lynley, qui va enquêter dans le comté. Pendant ce temps, Barbara Havers, malgré la sanction professionnelle qui l'a frappée en raison de ce qu'il s'est passé dans le précédent roman, enquête sur la vie privée de la jeune femme à Londres. La découverte de la nature de cette vie privée va s'avérer surprenante.

## Personnages
- Les victimes
  - Nicola (« Nikki ») Maiden : 25 ans, étudiante.
  - Terrence (« Terry ») Cole : 20 ans, sculpteur et peintre.

- Les enquêteurs
  - Peter (« Pete ») Hanken : enquêteur du Derbyshire.
  - Thomas (« Tommy ») Lynley : inspecteur à Scotland Yard.
  - Barbara (« Barb ») Havers : constable (ex-sergent).
  - Winston (« Winnie ») Nkata : enquêteur.

- Les suspects dans le Derbyshire
  - Andrew (« Andy ») Maiden : père de Nicola Maiden.
  - Nancy (« Nan ») Maiden : mère de Nicola Maiden.
  - Julian Britton (« Julie ») : fiancé de Nicola Maiden.
  - Jeremy Britton : père alcoolique de Julian Britton.
  - Samantha McCallin : cousine de Julian Britton, secrètement amoureuse de son cousin.

- Les suspects à Londres
  - Cilla Thompson : artiste, amie de Terry Cole.
  - Ferrer : amant de Nicola Maiden à Londres.
  - Martin Reeve : chef de l'entreprise MKR.
  - Tricia Reeve : épouse de Martin Reeve, droguée.
  - Will Upman : avocat d'affaires.
  - Adrian Beattie : médecin renommé.
  - Chloe Beattie : épouse d'Adrian Beattie.
  - Vi Nevin : amie de Nicola à Londres.
  - Shelly Platt : amie de Nicola à Londres.
  - David King-Ryder : dramaturge.
  - Matthew King-Ryder : fils de David King-Ryder.

- Autres personnages
  - Virginia (« Ginny ») Elliott-King-Ryder : épouse de David King-Ryder.
  - Teddy Webster : adolescent.
  - Deborah et Simon Saint James : amis de Tommy Lynley.
  - M. Azhar et sa fillette Hadiyyah : voisins et amis de Barbara Havers.

## Résumé
Le roman est composé d'un prologue et de 31 chapitres.

### Prologue
En juin, à Londres. Le soir de la première d'une comédie musicale, et alors que le public s'enthousiasme pour sa création, le dramaturge David King-Ryder, à la surprise générale, se suicide avec une arme à feu.

### Mise en place de l’intrigue
Chapitres 1 à 4.

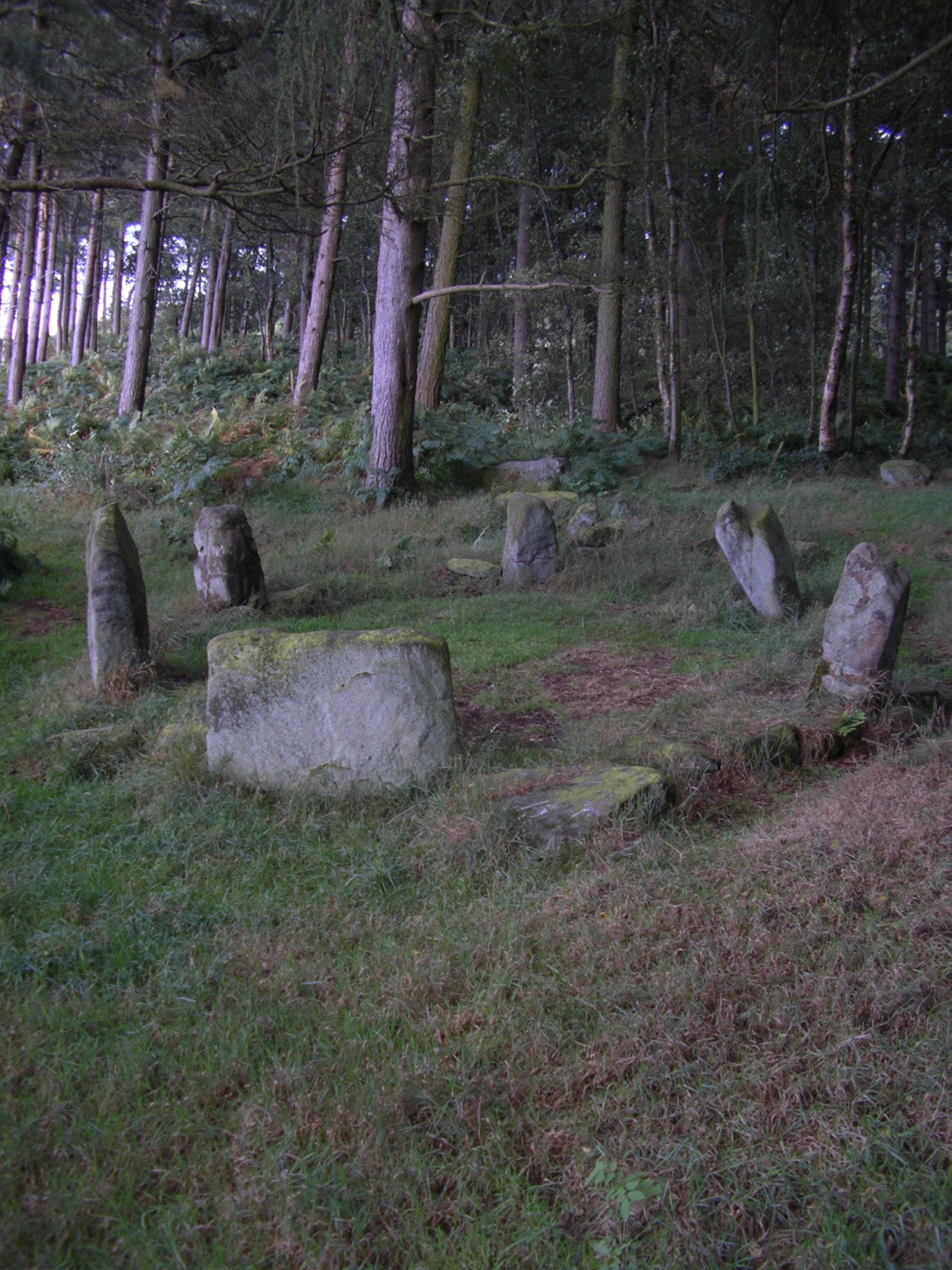
Le cercle de pierres de Doll Tor dans le Peak District.

Un mercredi matin du mois de septembre, près d'un cercle de pierres dans les landes du Peak District en plein cœur du Derbyshire (Angleterre), une promeneuse découvre le cadavre d'un jeune homme poignardé et à proximité, celui d'une jeune femme tuée d'un coup à la tête. On ignore si les deux victimes se connaissaient, s'il y avait un ou plusieurs agresseurs. On ignore aussi le mobile du crime, même si on trouve des lettres de menaces de mort près de la jeune femme.
Nicola (« Nikki ») Maiden, la jeune femme assassinée, est la fille d'Andy Maiden, un policier à la retraite qui fut collègue et ami du supérieur de Thomas Lynley à Scotland Yard. Aimant son indépendance et n'hésitant pas à vivre seule sans son compagnon Julian, Nicola était partie dans la lande pour camper et sa famille n'avait jamais rencontré le jeune homme poignardé découvert non loin d'elle, un artiste du nom de Terrence (« Terry ») Cole. Mais Nicola était-elle vraiment l'étudiante modèle en droit que décrivent ses parents et son fiancé Julian ?
On apprend aussi l'évolution défavorable de la carrière de Barbara Havers. Après les dramatiques événements évoqués dans Le Meurtre de la falaise, où elle avait désobéi et menacé de tuer une inspectrice-principale de la police si celle-ci ne portait pas en aide à Hadiyyah Azhar, fillette de 8 ans enlevée par un tueur et risquant de périr noyée dans la mer du Nord, Barbara Havers a été rétrogradée au grade de simple constable (équivalent de gardien de la paix). Pour sa part, l'inspecteur Lynley, récemment revenu de voyage de noces à Corfou avec Helen Clyde, a appris sans intervenir le sort de Barbara. Ses relations avec elle sont, depuis, devenues tendues, parfois même conflictuelles.

### La double enquête
Chapitres 5 à 28.
Thomas Lynley, aidé de Winston Nkata et Peter Hanken, s'empêtre dans une enquête difficile.
Les policiers sont confrontés à des situations humaines délicates et à des milieux marginaux. Il apparaît que Terry Cole était un artiste raté vivant d'expédients louches, et que Nicola Maiden exerçait l'activité d'« escort girl » auprès de riches clients. Il lui arrivait de se prostituer, ce qu'elle faisait sans tabou ni remords. À la demande de certains clients, elle pratiquait des jeux de domination et soumission. Ces activités lui procuraient facilement et rapidement des revenus très confortables.
L'inspecteur Lynley, persuadé que Nicola est la victime évidente du double assassinat, va axer son enquête dans le Derbyshire sur le milieu familial proche de la jeune femme, soupçonnant successivement son père, sa mère et son fiancé. Pour sa part, Barbara mène une enquête totalement autonome à Londres et en vient à soupçonner d'autres personnes, en lien avec le milieu de la prostitution pour clients fortunés et le milieu artistique.

### Dénouement, résolution de l'énigme et révélations finales
Chapitres 29 à 31.
L'enquête à Londres de Barbara, menée avec son habituelle ténacité, révèle que le double assassinat est en lien direct avec le suicide de David King-Ryder, évoqué dans le prologue. Celle de Lynley, qui s'est trop fié à son jugement, a provoqué le suicide de l'un de ses « suspects », Andy Maiden. Lynley s'aperçoit alors que Barbara est un agent de valeur, qui a eu raison d'agir comme elle l'a fait quelques mois auparavant, lors de l'enquête ayant pourtant abouti à sa rétrogradation. Lui, a provoqué la mort d'Andy Maiden et a « son sang sur les mains ». Barbara, par sa décision rapide, a sauvé la vie de l'enfant. Linley, en toute sincérité, fait part de sa conviction à Barbara dès le lendemain du dénouement.